# Non mi avete fatto niente
Non mi avete fatto niente è un singolo del cantautore albanese Ermal Meta e del cantautore italiano Fabrizio Moro, pubblicato il 7 febbraio 2018. Il brano è il primo estratto dal terzo album in studio Non abbiamo armi di Meta e dalla raccolta Parole rumori e anni di Moro.
Il brano ha vinto il Festival di Sanremo 2018, guadagnando quindi il diritto di rappresentare l'Italia all'Eurovision Song Contest 2018 a Lisbona, dove si è classificato quinto.

## Pubblicazione e composizione
Fabrizio Moro ed Ermal Meta iniziano a lavorare insieme ad un nuovo brano dal settembre del 2017, su una canzone già iniziata da Moro e dall'autore musicale Andrea Febo. Il 15 dicembre 2017 viene annunciato durante la trasmissione Sanremo Giovani 2017 che Moro e Meta avrebbero partecipato alla sessantottesima edizione del Festival di Sanremo con la canzone Non mi avete fatto niente, notizia poi confermata anche dal direttore artistico e conduttore di Sanremo 2018 Claudio Baglioni in una conferenza stampa il giorno successivo.
La coppia è stata voluta dallo stesso Baglioni: il brano, infatti, non era inizialmente previsto nelle idee dei due cantanti per la partecipazione alla manifestazione canora. Il brano, scritto dai due cantautori in collaborazione con Andrea Febo, vede la sua pubblicazione il 7 febbraio 2018, in quanto i brani sanremesi vengono messi in commercio il primo giorno di messa in onda del singolo nella manifestazione. Nonostante ciò, il testo è stato pubblicato in un articolo della rivista TV Sorrisi e Canzoni il 30 gennaio 2018.
Dal punto di vista musicale, si tratta di un brano pop influenzato dal folk. Il ritmo della canzone è caratterizzato da un mid tempo con vicinanze al rock.
Non mi avete fatto niente ha come tema principale un argomento di forte attualità nel periodo in cui è stato pubblicato: il terrorismo e la paura che esso provoca, sebbene il testo non contenga parole come "terrorismo", "attentato" o simili. Il brano è stato creato a seguito dei numerosi attacchi ricondotti al terrorismo islamista nella seconda metà degli anni 2010, in particolare l'attentato di Manchester del 22 maggio 2017, avvenuto durante un concerto della cantante statunitense Ariana Grande, in cui un terrorista suicidandosi ha provocato la morte di altre 22 persone. Gli stessi fan dei cantanti hanno inviato diverse e-mail in cui facevano capire la loro paura nel partecipare ai concerti a seguito di eventi del genere. Il testo prende inoltre spunto dalla lettera scritta dal giornalista Antoine Leiris, che aveva perso la moglie durante gli attentati di Parigi del 13 novembre 2015; rimasto solo con il figlio, l'uomo decise di mettere per iscritto il fatto che gli attentatori non avrebbero mai avuto il suo odio.
Nel testo si fanno riferimenti anche ad altri eventi similari, come gli attentati a Il Cairo del 2017, all'attentato di Barcellona del 17 agosto 2017 lungo La Rambla, ai già citati attacchi di Parigi del 2015, all'attacco terroristico di Londra del 3 giugno 2017 e alla strage di Nizza del 14 luglio 2016. Il messaggio che gli autori vogliono lanciare è quello di non farsi intimorire e continuare a vivere, nonostante i vari episodi che possono incutere paura. In un'intervista a Radio Italia Moro commenta così il testo: «È la nostra visione di un momento storico molto particolare dove abbiamo cercato di esporre il nostro punto di vista sulla paura e sul terrore che tante persone e ragazzi avvertono per colpa di quello che sta succedendo in tutto il mondo».
Il 7 giugno 2018, durante il concerto Musica per Emergency in onda su Zelig TV, l'associazione umanitaria Emergency annuncia che i proventi della canzone sono stati devoluti all'organizzazione, con l'obiettivo di aiutare le zone di guerre, cedendo i diritti d'autore all'associazione fondata da Gino Strada. Inoltre, Non mi avete fatto niente viene utilizzata come sigla d'apertura della trasmissione Programma Italia, in onda su Zelig TV, a cura di Smemoranda ed Emergency e che vede la partecipazione di Gino Castaldo e Nino Colonna.

## Video musicale
Il videoclip, caricato sul canale ufficiale della piattaforma Vevo il 6 febbraio 2018, viene preceduto da due anteprime: il primo pubblicato il 25 gennaio e il secondo il 31 dello stesso mese contenenti alcuni pezzi del videoclip ufficiale. Nel primo viene mostrata una registrazione fatta con un aereo in cui una città è distrutta. Il video è senza musica, ma solo con il rumore dell'aria. Il secondo trailer mostra, invece, alcuni fotogrammi durante una guerra con bombardamenti e militari che combattono.
Il video richiama il tema principale del brano, la paura dopo gli avvenimenti di cronaca, e mostra scene di guerra, palazzi distrutti dalle bombe, razzi che vengono sparati nel cielo, soldati che cercano di evitare i colpi dei nemici e il primo piano di una bambina, ricoperta dalla polvere delle macerie con le mani giunte in preghiera. Oltre a queste immagini, appaiono anche altri bambini con filmati registrati in studio e durante i vari frammenti viene riportato il testo in varie lingue, mentre gli spezzoni con i due cantanti sono stati registrati all'Augustus Color di Roma. Il filmato è stato diretto da Michele Placido ed ha avuto come direttore della fotografia Arnaldo Catinari. I due ricevono anche il premio per il miglior videoclip italiano ai Soundies Awards 2018, consegnato nel febbraio del 2018.
Il video è stato caricato sul canale ufficiale YouTube dell'Eurovision Song Contest l'11 marzo 2018. Non è stata pubblicata nessuna versione ufficiale del video con i tagli, ma è stato solo aggiunto il fotogramma con il logo della manifestazione canora.

## Partecipazione a Sanremo
Il brano partecipa al Festival di Sanremo 2018 e vede per la prima volta Meta e Moro insieme come cantanti. I due vengono annunciati ufficialmente al pubblico il 15 dicembre 2017 durante il programma televisivo Sanremo Giovani 2017, condotto da Claudia Gerini e Federico Russo. La canzone viene presentata per la prima volta durante la prima serata della manifestazione, il 6 febbraio 2018, dove i due cantautori si esibiscono per sesti. Tornano sul palco durante la terza serata l'8 febbraio, dove cantano per settimi e nella serata finale partecipando per tredicesimi, risultando nella successiva finale a tre i vincitori dell'edizione (superando Lo Stato Sociale e Annalisa, rispettivamente secondo e terzo posto). Durante l'esibizione di Meta e Moro il direttore d'orchestra è Diego Calvetti.
Nella quarta serata i due cantautori hanno cantato il brano insieme a Simone Cristicchi.

### Votazioni
Le varie classifiche dettagliate sono state pubblicate ufficialmente solo dopo la fine del Festival di Sanremo. Durante il contest, nella prima serata, il brano viene indicato nella "zona blu", ossia nella parte alta della classifica (le zone in totale sono tre: insieme a quella blu, c'è la "zona gialla" che è la parte media e la "zona rossa" che è quella bassa della graduatoria). Nella terza sera, dove cantano dieci artisti sul totale dei Big, è nuovamente nella zona blu, così come nella quarta dove hanno cantato nuovamente tutti gli artisti.
Prima serata
- Sala Stampa (30%): 2º posto;
- Giuria demoscopica (30%): 1º posto;
- Televoto (40%): 21,98%, 1º posto;
- Media sui partecipanti: 16,12%, 1º posto.

Terza serata
- Sala Stampa (30%): 3º posto;
- Giuria demoscopica (30%): 2º posto;
- Televoto (40%): 41,18%, 1º posto;
- Media sui partecipanti: 25,38%, 1º posto.

Quarta serata
- Sala Stampa (30%): 4º posto;
- Giuria degli esperti (20%): 2º posto;
- Televoto (50%): 23,71%, 1º posto;
- Media quarta serata: 17,01%, 1º posto;
- Media totale: 15,71%, 1º posto.

Quinta serata
- Sala Stampa (30%): 3º posto;
- Giuria degli esperti (20%): 4º posto
- Televoto (50%): 24,58%, 1º posto;
- Media quinta serata: 17,41%, 1º posto;
- Media totale: 16,56%, 1º posto.

Finale a tre
- Sala Stampa (30%): 2º posto;
- Giuria esperti (20%): 2º posto;
- Televoto (50%): 54,41%, 1º posto;
- Media finale a tre: 42,50%, 1º posto;
- Media totale: 44,66%, 1º posto.

## Partecipazione all'Eurovision
Durante la conferenza conclusiva del Festival di Sanremo 2018 del giorno 11 febbraio, la RAI invita ufficialmente i due cantautori a partecipare all'Eurovision Song Contest 2018 che si è tenuto a maggio a Lisbona, capitale del Portogallo, seguendo la prassi secondo cui i vincitori della gara sanremese rappresentano, salvo rinuncia, l'Italia all'Eurovision; Meta e Moro accettano nella stessa occasione. Vista la durata di 3 minuti e 28 secondi del brano e le regole dell'Eurovision, le quali prevedono che ogni canzone non debba durare più di tre minuti, Non mi avete fatto niente è stata accorciata, limitando l'introduzione ed altre parti come il ritornello. La versione viene caricata sulla piattaforma Spotify il 30 marzo 2018.
Meta e Moro partecipano alla prima prova del 4 maggio 2018, in cui appaiono con lo stage a sfondo rosso. I due cantautori cantano per la maggior parte del brano assieme, per poi separarsi e passare attraverso il ponte costruito apposta per la manifestazione all'Altice Arena di Lisbona e per poi ricongiungersi verso la fine della canzone. Inoltre, appaiono nei vari fotogrammi il testo in varie lingue (per un totale di quindici idiomi), principale differenza rispetto all'esibizione sanremese. Nello sfondo compare anche il video ufficiale. L'esibizione viene accolta positivamente dalla critica. Una seconda prova si è svolta il 6 maggio con minime modifiche rispetto alla prima.
Partecipano poi alla prove delle giurie, cioè la serata in cui votano i giurati e non il televoto che, invece, vota in diretta, il 9 maggio e poi alla seconda semifinale del 10 maggio, in cui viene mostrato uno spezzone della loro esibizione durante la prova del giorno prima e in cui i due cantano un piccolo pezzo di Nel blu dipinto di blu di Domenico Modugno.
L'11 maggio partecipano alla prova delle giurie per la finale e poi prendono parte alla serata finale del 12 maggio, presentandosi per ventiseiesimi, cioè ultimi come ordine di uscita. Meta e Moro si classificano sedicesimi per le giurie con 59 punti, mentre per il televoto terzi con 249 punti: nella classifica generale arrivano quinti.

### Punti ottenuti
| Finale                                                | Finale                                                | Finale                                                   | Finale                                              | Finale                                                                                        |
| Televoto                                              | Televoto                                              | Televoto                                                 | Televoto                                            | Televoto                                                                                      |
| 12 punti                                              | 10 punti                                              | 8 punti                                                  | 7 punti                                             | 6 punti                                                                                       |
| ----------------------------------------------------- | ----------------------------------------------------- | -------------------------------------------------------- | --------------------------------------------------- | --------------------------------------------------------------------------------------------- |
| - Albania - Germania - Malta                          | - Austria - Croazia - Francia - Portogallo - Slovenia | - Grecia - Moldavia - Montenegro - San Marino - Svizzera | - Cipro - Estonia - Lituania - Paesi Bassi - Spagna | - Belgio - Bulgaria - Finlandia - Lettonia - Macedonia - Romania - Russia - Serbia - Ungheria |
| 5 punti                                               | 4 punti                                               | 3 punti                                                  | 2 punti                                             | 1 punti                                                                                       |
| - Azerbaigian - Georgia - Israele - Polonia - Ucraina | - Bielorussia                                         | - Armenia                                                | - Repubblica Ceca                                   |                                                                                               |
| Giurie                                                |                                                       |                                                          |                                                     |                                                                                               |
| 12 punti                                              | 10 punti                                              | 8 punti                                                  | 7 punti                                             | 6 punti                                                                                       |
| - Albania                                             | - Malta                                               | - Cipro - Serbia                                         |                                                     |                                                                                               |
| 5 punti                                               | 4 punti                                               | 3 punti                                                  | 2 punti                                             | 1 punti                                                                                       |
|                                                       | - Finlandia - Montenegro - Portogallo - San Marino    | - Spagna                                                 |                                                     | - Grecia - Russia                                                                             |

## Promozione

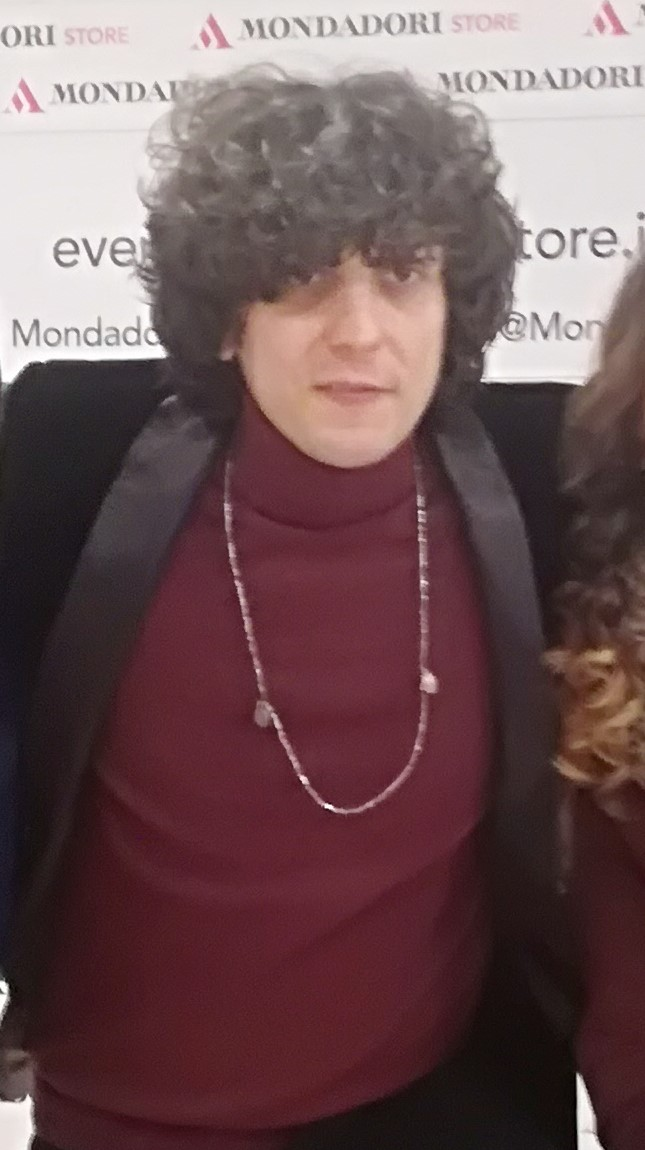
Ermal Meta durante un instore tenutosi a Milano il 17 febbraio 2018

Oltre all'esperienza sanremese e dell'Eurovision Song Contest, il brano viene presentato durante il tour dell'estate 2018 di Ermal Meta che porta il nome di "Non Abbiamo Armi - Live", dal titolo dell'album del cantante e durante la tournée estiva di Fabrizio Moro.
I due sono stati anche ospiti della prima puntata dei Wind Music Awards 2018, in onda su Rai Uno con la conduzione di Vanessa Incontrada e Carlo Conti e trasmessa il 5 giugno 2018, dove hanno cantato Non mi avete fatto niente.

## Controversie
Durante la prima serata del Dopofestival, trasmissione in onda dopo il Festival di Sanremo 2018 durante le cinque serate, i due cantanti vengono accusati di aver plagiato il brano Silenzio eseguito alle selezioni di Sanremo Giovani 2016 da Ambra Calvani e Gabriele De Pascali, scritto da Febo, come Non mi avete fatto niente, e mai commercializzato. In particolare modo viene accusato il ritornello. Le regole di Sanremo prevedono che possono prendervi parte solamente brani inediti, ossia mai eseguiti e pubblicati prima, ma con la possibilità di utilizzare campionamenti, cioè pezzi di brani già editati in precedenza. Poco dopo si viene anche sapere che il brano è stato cantato da Calvani e De Pascali in occasione di Musicultura nel febbraio del 2017. Il 7 febbraio 2018 la RAI fa sapere al sito Rockol che la canzone è un rifacimento della canzone della Calvani e De Pascali che ha tutt'altro tema e quindi può rimanere in gara. Nonostante ciò, nella conferenza quotidiana della competizione sanremese, Angelo Teodoli afferma che si doveva ancora procedere ad alcune verifiche. I due cantautori avrebbero dovuto esibirsi nella seconda serata del Festival, ma visto il "caso Meta-Moro", come è stato rinominato dai giornalisti, al loro posto canta Renzo Rubino il cui sorteggio per esibirsi in quella giornata è stato scelto tramite pesca. La canzone viene poi riammessa nella competizione, in quanto non supera stralci superiore a un minuto e tre secondi che sarebbe un terzo del brano.
In un'intervista alla rivista Rolling Stone Italia la produttrice discografica Mara Maionchi ha criticato il brano, affermando: «mi è sembrato un modo un po' semplicistico per affrontare l'argomento. Ma il fatto che non ci lasceremo impaurire dagli attacchi terroristici, questo è vero».
Rispetto alla partecipazione all'Eurovision Song Contest 2018 la stampa non italiana ha mosso alcune critiche, in quanto se non ci fosse la traduzione del testo non si capirebbe il tema della canzone, accusando anche il brano di essere troppo politico nei contenuti, mentre altri ne hanno apprezzato il significato.

## Tracce
Testi e musiche di Ermal Meta, Fabrizio Moro e Andrea Febo.
Download digitale
1. Non mi avete fatto niente – 3:28

7" (Italia)
- Lato A

1. Non mi avete fatto niente – 3:28

- Lato B

1. Non mi avete fatto niente (Instrumental) – 3:28

Download digitale – ESC Version
1. Non mi avete fatto niente (ESC Version) – 3:02

## Formazione
- Ermal Meta – voce, cori, chitarra, arrangiamento
- Fabrizio Moro – voce, cori, chitarra, arrangiamento
- Roberto Cardelli – pianoforte, sintetizzatore, arrangiamento
- Emiliano Bassi – batteria
- Andrea Torresani – basso
- Feyzi Brera – strumenti ad arco

## Classifiche

### Classifiche settimanali
| Classifica (2018) | Posizione massima |
| ----------------- | ----------------- |
| Belgio (Fiandre)  | 80                |
| Italia            | 2                 |
| Svezia            | 20                |
| Svizzera          | 16                |

### Classifiche annuali
| Classifica (2018) | Posizione |
| ----------------- | --------- |
| Italia            | 50        |